# Respiración paradójica
La respiración paradójica es un signo clínico anormal de la mecánica respiratoria, en el cual el diafragma se mueve en dirección opuesta a lo normal de sus movimientos, es decir, el diafragma normalmente, se mueve hacia abajo durante la inhalación y hacia arriba durante la exhalación, pero en la respiración paradójica, se mueve hacia arriba durante la inspiración y hacia abajo durante la espiración. Se caracteriza por la presencia durante la inspiración de retracciones intercostales al mismo tiempo que el abdomen se expande. Esto indica que la entrada del aire depende exclusivamente del esfuerzo inspiratorio del diafragma y que, al movilizar unos volúmenes muy escasos, en poco tiempo el paciente terminará por fatigarse y claudicar.
En una situación normal, al inspirar, aumenta el volumen a nivel de la caja torácica producido por el descenso del diafragma, lo que se suma a un aumento de la presión a nivel del abdomen, lo que provoca su protrusión. 

## Fisiopatología
Es una característica de la inhibición del intercambio de gases debido a la fatiga de los músculos diafragmáticos o respiratorios (es decir, enfermedad pulmonar obstructiva crónica) o lesión traumática en el tórax (tórax inestable), que puede requerir ventilación mecánica urgente.